# Mistrz Zbioru Manny
Mistrz Zbioru Manny – malarz niderlandzki czynny w latach 1460–1475, w północnej Holandii, prawdopodobnie w Haarlemie, Lejdzie i Utrechcie.
Jego nazwa pochodzi od jednego z obrazów pt. Zbiór manny. Był kontynuatorem stylu van Ouwatera; identyfikuje się go z Jacobem Clementszem lub Simonem Janszem.